# Izrael Jehoszua Singer

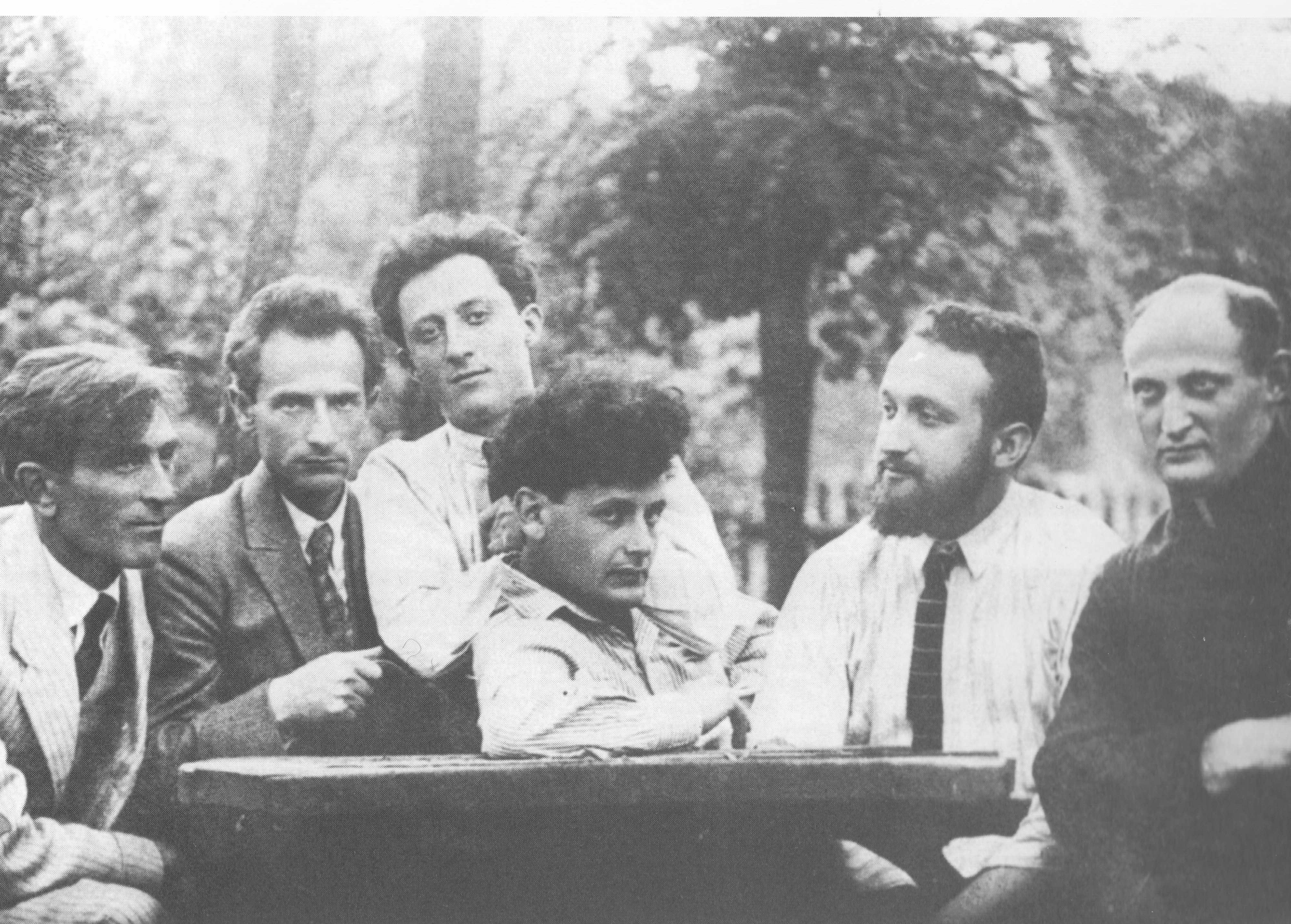
Członkowie grupy literacko-artystycznej „Di Chaliastre” w Warszawie. Od lewej: Mendel Elkin, Perec Hirszbejn, Uri-Cewi Grinberg, Perec Markisz, Melech Rawicz i Izrael Jehoszua Singer (1922)

Izrael Jehoszua (lub Joszua) Singer (jid. ‏ישֹראל־יהושע זינגער‎ Jisroel-Jehojszue/Jeszue Zinger; ur. 30 listopada 1893 w Biłgoraju, zm. 10 lutego 1944 w Nowym Jorku) – pisarz, dramaturg i dziennikarz żydowski tworzący w języku jidysz, brat Ester Kreitman oraz Isaaca Bashevisa Singera.

## Twórczość
Początkowo publikował opowiadania w polskiej prasie żydowskiej, m.in. w czasopismach „Folkscajtung” i „Literarisze Bleter”. Jego debiutancka powieść Josie Kałb (jid. ‏יאָשע קאַלב‎), wydana w 1932, rozgrywa się w środowisku chasydów, przedstawionym jednak bez nostalgii czy religijnej egzaltacji, a raczej w sposób cierpki i realistyczny.
W 1933 roku wyjechał na stałe do Stanów Zjednoczonych. W 1936 roku Singer opublikował Braci Aszkenazy (jid. ‏די ברידער אַשכּנזי‎) – sagę rodzinną opisującą degrengoladę i upadek bogatej łódzkiej rodziny żydowskiej. Jego ostatnia powieść, Rodzina Karnowskich (jid. ‏די משפּחה קאַרנאָװסקי‎), wydana w 1943, poświęcona jest zagładzie Żydów niemieckich.
W 1946, już po śmierci, opublikowano jego wspomnienia z dzieciństwa Ze świata, którego już nie ma (jid. ‏פֿון אַ װעלט װאָס איז נישטאָ מער‎).

### Polska bibliografia podmiotowa
- Josie Kałb (Josze Kalb), 1934, 1961, 1992
- Bracia Aszkenazy (Di brider Aszkenazi), 1992, 1998, 2022
- Rodzina Karnowskich (Di miszpoche Karnowski), 1992
- Na obcej ziemi (Ojf fremder erd), 2020[2]
- Perły (Perl un andere dercejlungen), 2020[3]
- Towarzysz Nachman (Chawer Nachman), 2022[4]